# Splendrillia raricostata
Splendrillia raricostata là một loài ốc biển, là động vật thân mềm chân bụng sống ở biển thuộc họ Drilliidae.